# Trois grands mystères des chemins de fer japonais
 (janvier 2010).
Si vous disposez d'ouvrages ou d'articles de référence ou si vous connaissez des sites web de qualité traitant du thème abordé ici, merci de compléter l'article en donnant les références utiles à sa vérifiabilité et en les liant à la section « Notes et références ».
Les « trois grands mystères des chemins de fer japonais » sont une série d'incidents criminels survenus de juillet à août 1949 et non résolus encore aujourd'hui. Les principaux suspects sont des membres du syndicat des travailleurs de la compagnie ferroviaire et du parti communiste japonais. 
Il s'agit de : 
- l'accident de Shimoyama : le corps démembré du président de la compagnie ferroviaire, Sadanori Shimoyama, est retrouvé sur une voie ferrée le 5 juillet 1949 (la possibilité d'un simple suicide en se jetant sous un train a été écartée) ;
- l'accident de Mitaka : un train roulant sans personne à son bord déraille et tue six personnes le 15 juillet 1949 ;
- l'accident de Matsukawa : un train déraille car une partie de la voie ferrée a été sabotée et trois des agents à son bord meurent le 17 août 1949.